# Harry H. Johnson
Herbert Henry "Harry" Johnson (10 de agosto de 1887–16 de diciembre de 1947) fue un boxeador británico. Obtuvo una medalla de bronce en la categoría de peso ligero durante los Juegos Olímpicos de Londres 1908.